# Sakya (doctrina budista)
La escuela de budismo tibetano Sakya toma su nombre del lugar donde se asentó su primer monasterio en el año 1073 d. C.
Su fundador fue el Khön Konchok Gyalpo (1034-1102) y fue continuado por los llamados "Cinco Patriarcas":
- Sachen Künga Nyingpo (1092-1158)
- Sonam Tsemo (1142-1182)
- Jetsün Drakpa Gyaltsen (1147-1216)
- Sakya Pandita (1182-1251)
- Drogön Chogyal Phagpa (1235-1280)

La escuela Sakya es la custodia principal de la enseñanza del Lamdré o "camino del fruto" o "del resultado". Este fue transmitido en la India por el maestro Gayadhara, discípulo de Virupa, al erudito y traductor Drogmi Lotsawa Sakya Yeshe (992-1074) quien lo llevó al Tíbet.
Su actual cabeza es S.S. Sakya Trizin y este cargo siempre es heredado dentro de la familia Khön.
En Occidente uno de sus más importantes difusores es el Lama Pema Wangdak responsable de varios centros en Estados Unidos, México y Argentina.

## Líder
- Sakya Trizin (Linaje Sakya Trizin) en la actualidad Gyana Vajra.